# 赵人伟
赵人伟（1933年3月23日—），男，浙江金华人，中国经济学家，曾擔任中国社会科学院经济研究所研究员以及所長，中国社会科学院荣誉学部委员。

## 生平
1957年毕业于北京大学经济系。2008年時表示退休年龄延后势在必然，「现在我们的人均寿命比30年前大大提高，60岁退休，活到90岁，吃30年养老保险，说不过去啊。」
2017年获第八届中国经济理论创新奖。